# Gila intermedia
Gila intermedia је зракоперка из реда Cypriniformes и фамилије Cyprinidae.

## Угроженост
Ова врста је на нижем степену опасности од изумирања, и сматра се скоро угроженим таксоном.

## Распрострањење
Врста је присутна у Сједињеним Америчким Државама и Мексику.

## Станиште
Станиште врсте су слатководна подручја.